# Aabybro
Aabybro foi um município da Dinamarca, localizado na região norte, no condado de Nordjutlândia. O município detinha uma área de 171 km² e uma  população de 11 317 habitantes, segundo o censo de 2004.
A partir de 1 de Janeiro de 2007, com a entrada em vigor da reforma administrativa, o município foi suprimido juntamente com os municípios de Brovst, Fjerritslev e Pandrup, para dar lugar ao recentemente constituído município de Jammerbugt, na região de Jutlândia do Norte.